# Shakhriyar Mamedyarov
Shahriyar Hamid oghlu Mammadyarov, mais conhecido como Shakhriyar Mamedyarov (Sumqayit, 12 de abril de 1985), é um Grande Mestre Internacional de Xadrez azeri.

## Carreira no xadrez
- Venceu o Campeonato do mundo de xadrez júnior em 2003 e 2005.[1][2]
- Participa desde 2000 da Olimpíada de xadrez pelo Azerbaijão tendo conquistado a medalha de ouro individual em 2012 no primeiro tabuleiro.[3]
- Foi campeão mundial de xadrez rápido em 2013.[4]